# Пушкино (Калининский район)
Пу́шкино — село в Калининском районе Тверской области. Относится к Верхневолжскому сельскому поселению. До 2006 года было центром Пушкинского сельского округа.
Расположено в 30 км южнее Твери, на Волоколамском шоссе (автодороге «Тверь — Лотошино — Шаховская — Уваровка»), которое проходит по главной улице села. Планируется строительство обхода села (с востока). На юго-восток от села идёт дорога на Ремязино — Ильинское.

## История

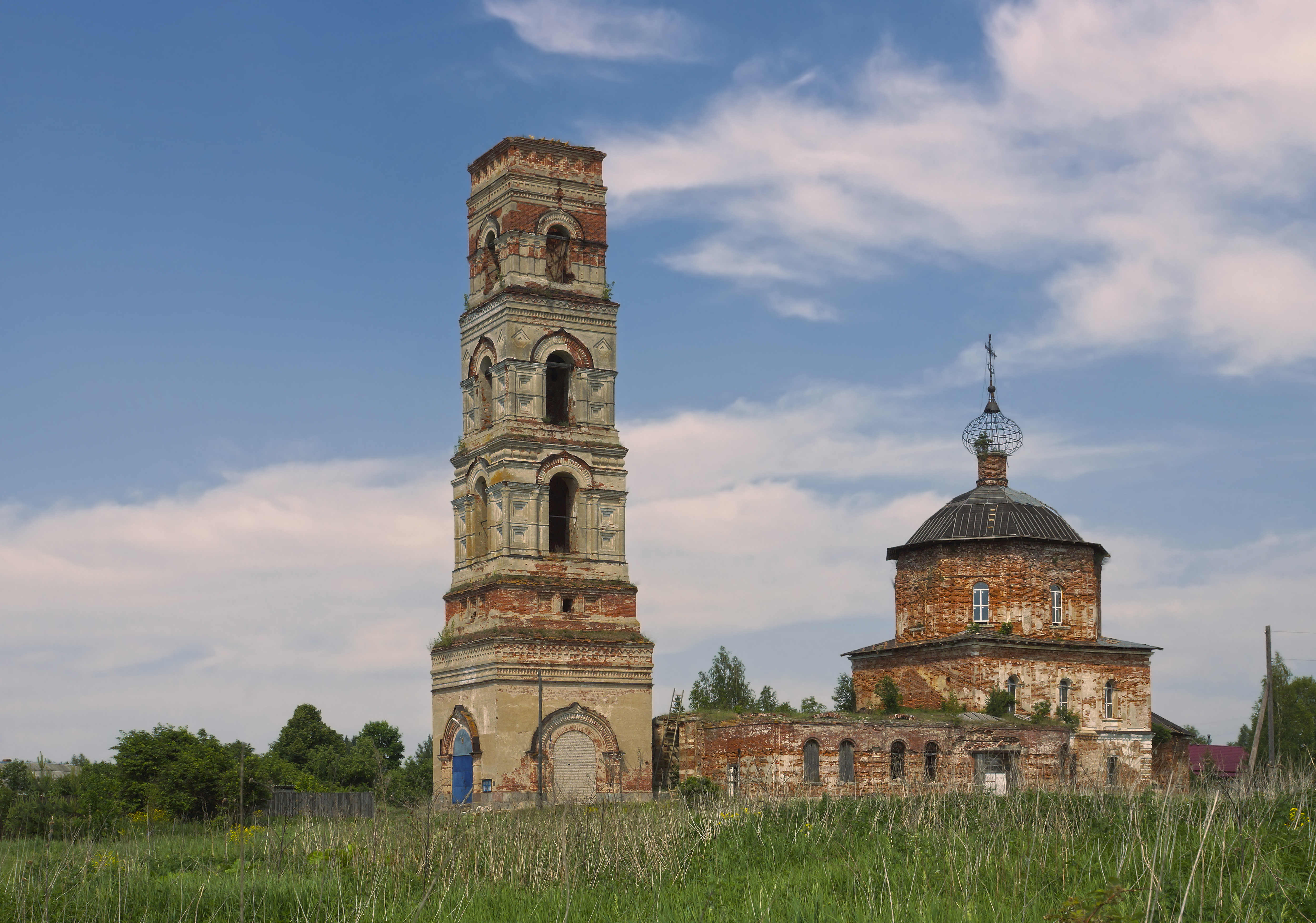
Успенская церковь (1793). Фото 2014 г.

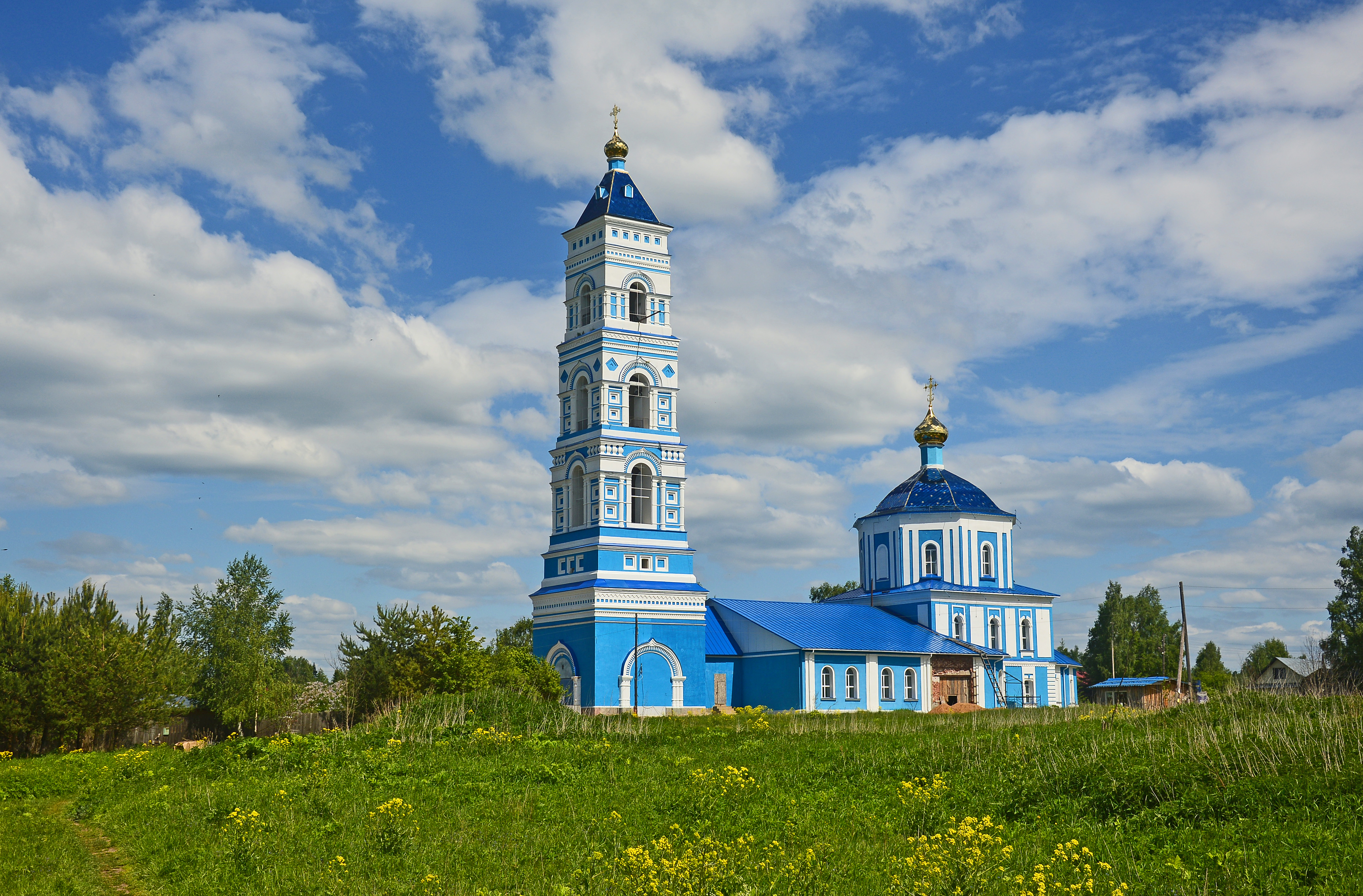
Успенская церковь (1793). Фото 2021 г.

Село Бели-Архиерейские в XVII—XVIII веках принадлежало тверскому архиерейскому дому, уточнение Архиерейские дано, так как к северо-востоку от Твери есть село Бели-Кушальские (Беле-Кушальское).
В 1721 году в селе вместо прежней была построена деревянная церковь Успения с приделом Архангела Михаила, сгоревшая в 1743 г. В 1750 г. сюда из архиерейского села Красное был перевезен деревянный храм. Каменную церковь Успения начали строить на средства прихожан, в том числе помещика поручика И. И. Давыдова, в 1781 г. Основные работы завершились в 1789 г., когда был освящен придел Михаила Архангела. Главный престол в храме освятили в 1793 г. Строителем был местный крестьянин Никита Ипатов. Колокольня имела квадратный в плане нижний ярус и два верхних яруса, составлявшие столпообразный восьмигранный объем с арочными проемами и пилястрами на углах. Новая трапезная с двумя приделами (Архангела Михаила и Богоявления) сооружена в 1867-69 годах, а новая колокольня (по образцу строившейся тогда же колокольни Спасской церкви в Бежецке) — в 1902-07 годах по проекту архитектора В. И. Назарина.
В Списке населенных мест Тверской губернии 1859 года на Волоколамском тракте значится казённое село Архиерейские Бели с православной церковью (33 версты от Твери, 96 дворов, 618 жителей).
Во второй половине XIX — начале XX века село Бели-Архиерейские было центром прихода Быковской волости Тверского уезда. В 1915 году прихожан церкви Успения Пресвятой Богородицы (построена в 1793 году) в селе и в 20 деревнях прихода 5526 человек.
В 1921 году село переименовано в Пушкино. В 1930—50-е годы село центр Пушкинского сельсовета в составе Тургиновского района Калининской области.
Во время Великой Отечественной войны Пушкино было оккупировано в октябре 1941 года, освобождено в декабре того же года. В селе братская могила советских воинов.
В 1992 году — 203 хозяйства, 484 жителя. Сельсовет, центральная усадьба совхоза «Пушкино». Имеется животноводческий комплекс, ДК, библиотека, средняя школа, ясли-сад, участковая больница, сберкасса, почтовое отделение, магазин.

## Население
| 1859 | 1886 | 1992 | 2002 | 2010 |
| ---- | ---- | ---- | ---- | ---- |
| 618  | ↗726 | ↘484 | ↘455 | ↘356 |

## Инфраструктура
- МОУ «Пушкинская СОШ»
- Пушкинская больница
- МУК Пушкинский ДК
- МУ «Пушкинская библиотека»
- Мануфактура «Мир гуслей»
- АОЗТ «Агромарус»

## Достопримечательности
В сел расположена действующая церковь Успения Пресвятой Богородицы (1793).
Памятник Лидии Базановой

## Известные люди
- В Пушкино родилась Лидия Базанова (1920—1944). Партизанка-разведчица, в 1942 г. добровольно ушла на фронт, погибла в апреле 1944 г. в Белоруссии.